# یواس‌اس هیوستون (ای‌کی-۱)
یواس‌اس هیوستون (ای‌کی-۱) (به انگلیسی: USS Houston (AK-1)) یک کشتی بود که طول آن ۳۹۲ فوت (۱۱۹ متر) بود. این کشتی در سال ۱۹۰۳ ساخته شد.